# Parlamentswahl im Libanon 2000
Allgemeine Wahlen wurden im Libanon zwischen dem 27. August und dem 3. September 2000 abgehalten.
Unabhängige Kandidaten gewannen die Mehrheit der Sitze, obwohl die meisten von ihnen als Mitglieder verschiedener Blöcke betrachtet wurden. Die Wahlbeteiligung lag bei 40,5 Prozent; 1.112.776 Menschen gaben ihre Stimme ab.

## Ergebnisse
| Partei                                   | Anteil  | Sitze | +/- |
| ---------------------------------------- | ------- | ----- | --- |
| Amal-Bewegung                            | 7,81 %  | 10    | +2  |
| Hisbollah                                | 7,81 %  | 10    | +3  |
| Progressiv-Sozialistische Partei         | 4,69 %  | 6     | +1  |
| Syrische Soziale Nationalistische Partei | 3,13 %  | 4     | −1  |
| Arabisch-Sozialistische Baath-Partei     | 2,34 %  | 3     | +1  |
| Kataeb-Partei                            | 1,56 %  | 2     | +2  |
| Armenische Revolutionäre Föderation      | 1,56 %  | 2     | 0   |
| Libanesischer Nationalblock              | 1,56 %  | 2     | Neu |
| Sozialdemokratische Hntschak-Partei      | 0,78 %  | 1     | 0   |
| Demokratisch-liberale Partei             | 0,78 %  | 1     | +1  |
| Nasseristische Volksorganisation         | 0,78 %  | 1     | 0   |
| al-Habasch                               | 0 %     | 0     | −1  |
| Islamische Gruppe                        | 0 %     | 0     | −1  |
| Arabische Demokratische Partei           | 0 %     | 0     | −1  |
| Versprechenspartei                       | 0 %     | 0     | −1  |
| Toilers League                           | 0 %     | 0     | −1  |
| Unabhängige                              | 67,19 % | 86    | −8  |
| Ungültige/leere Zettel                   | -       | -     | -   |
| Gesamt                                   | 100 %   | 128   | 0   |
| Source: Nohlen et al.                    |         |       |     |

Von den 86 unabhängigen Abgeordneten werden 48 als Mitglieder verschiedener Blöcke betrachtet:
- 26 in der Allianz des 14. März
- 6 im Birri-Block (plus die zehn Amal-Miliz-Abgeordneten)
- 6 im Dschumblatt-Block (plus die sechs Abgeordneten der Progressiv-sozialistischen Partei)
- 5 im Faranjiyyah-Block
- 3 im Murr-Block
- 2 im Hisbollah-Block (plus die zehn Hisbollah-Abgeordneten)
- 1 im Kataeb-Block (plus die zwei Abgeordneten der Kataeb)